# 佩達爾甘傑烏帕齊拉
佩達爾甘傑乌帕齐拉是孟加拉国沙里亞德布爾縣的一个乌帕齐拉，位於達卡专区的沙里亞德布爾縣。

## 人口
據1991年孟加拉國人口普查，佩達爾甘傑共有戶數53,305戶，人口253234人。其中男性佔比50.67%，女性佔比49.33%；成年人口122,359人。該地7歲以上人口之平均識字率為22.5%，低於全國平均值（32.4%）。